# Macrobathra
Macrobathra é um gênero de traça pertencente à família Cosmopterigidae.